# Opoptera alcimedon
Opoptera alcimedon är en fjärilsart som beskrevs av Johan Wilhelm Dalman 1823. Opoptera alcimedon ingår i släktet Opoptera och familjen praktfjärilar. Inga underarter finns listade i Catalogue of Life.